# Campeonato Europeu de Atletismo em Pista Coberta de 2023 - 400 m feminino
A prova dos 400 metros feminino do Campeonato Europeu de Atletismo em Pista Coberta de 2023 foi disputada nos dias 3 e 4 de março  de 2023 na Ataköy Athletics Arena, em Istambul, na Turquia.

## Recordes
Antes desta competição, os recordes mundiais e do campeonato nesta prova eram os seguintes:
|                       | Nome                  | Nacionalidade   | Tempo  | Local     | Data                    |
| --------------------- | --------------------- | --------------- | ------ | --------- | ----------------------- |
| Recorde mundial       | Femke Bol             | Países Baixos   | 49s 26 | Apeldoorn | 19 de fevereiro de 2023 |
| Recorde europeu       | Femke Bol             | Países Baixos   | 49s 26 | Apeldoorn | 19 de fevereiro de 2023 |
| Recorde do campeonato | Jarmila Kratochvílová | Tchecoslováquia | 49s 59 | Milão     | 7 de março de 1982      |

## Medalhistas
| Ouro            | Prata              | Bronze                  |
| Femke Bol (NED) | Lieke Klaver (NED) | Anna Kiełbasińska (POL) |

## Cronograma
Todos os horários são locais (UTC +3).
| Data       | Hora  | Evento    |
| ---------- | ----- | --------- |
| 3 de março | 10:40 | Bateria   |
| 3 de março | 19:55 | Semifinal |
| 4 de março | 20:30 | Final     |

## Resultados

### Bateria
Qualificação: 2 atletas de cada bateria (Q) mais os 2 melhores qualificados (q).
| Posição | Bateria | Atleta             | Nacionalidade      | Tempo   | Notas                |
| ------- | ------- | ------------------ | ------------------ | ------- | -------------------- |
| 1       | 5       | Anna Kiełbasińska  | Polónia            | 51.77   | Q                    |
| 2       | 5       | Tereza Petržilková | Chéquia            | 52.14   | Q                    |
| 3       | 5       | Helena Ponette     | Bélgica            | 52.31   | q                    |
| 4       | 4       | Susanne Walli      | Áustria            | 52.34   | Q                    |
| 5       | 2       | Femke Bol          | Países Baixos      | 52.35   | Q                    |
| 6       | 4       | Sharlene Mawdsley  | Irlanda            | 52.59   | Q                    |
| 7       | 3       | Lieke Klaver       | Países Baixos      | 52.72   | Q                    |
| 8       | 1       | Lada Vondrová      | Chéquia            | 52.77   | Q                    |
| 9       | 4       | Gunta Vaičule      | Letônia            | 52.85   | q                    |
| 10      | 2       | Viivi Lehikoinen   | Finlândia          | 52.88   | Q                    |
| 11      | 3       | Alice Mangione     | Itália             | 52.99   | Q                    |
| 12      | 3       | Camille Laus       | Bélgica            | 53.10   |                      |
| 13      | 1       | Henriette Jæger    | Noruega            | 53.27   | Q                    |
| 14      | 4       | Raphaela Lukudo    | Itália             | 53.30   |                      |
| 15      | 2       | Anna Polinari      | Itália             | 53.38   |                      |
| 16      | 1       | Sophie Becker      | Irlanda            | 53.43   |                      |
| 17      | 1       | Julia Niederberger | Suíça              | 53.52   |                      |
| 18      | 5       | Lisanne de Witte   | Países Baixos      | 53.61   |                      |
| 19      | 3       | Eirini Vasileiou   | Grécia             | 53.71   |                      |
| 20      | 2       | Yasmin Giger       | Suíça              | 53.89   |                      |
| 21      | 2       | Veronika Drljačić  | Croácia            | 54.04   |                      |
| 22      | 5       | Cliodhna Manning   | Irlanda            | 54.21   | Recorde pessoal      |
| 23      | 4       | Andrianna Ferra    | Grécia             | 55.29   | Recorde da temporada |
| 24      | 3       | Milja Thureson     | Finlândia          | 55.82   |                      |
| 25      | 1       | Drita Islami       | Macedônia do Norte | 55.86   |                      |
| 26      | 1       | Duna Viñals        | Andorra            | 57.71   | Recorde nacional     |
| 27      | 4       | Norcady Reyes      | Gibraltar          | 1:01.71 |                      |

### Semifinal
Qualificação: 3 atletas de cada bateria (Q).
| Posição | Bateria | Atleta             | Nacionalidade | Tempo | Notas |
| ------- | ------- | ------------------ | ------------- | ----- | ----- |
| 1       | 1       | Lieke Klaver       | Países Baixos | 51.43 | Q     |
| 2       | 1       | Anna Kiełbasińska  | Polónia       | 51.67 | Q     |
| 3       | 1       | Lada Vondrová      | Chéquia       | 52.12 | Q     |
| 4       | 2       | Femke Bol          | Países Baixos | 52.19 | Q     |
| 5       | 2       | Susanne Walli      | Áustria       | 52.40 | Q     |
| 6       | 2       | Tereza Petržilková | Chéquia       | 52.93 | Q     |
| 7       | 2       | Helena Ponette     | Bélgica       | 53.07 |       |
| 8       | 2       | Henriette Jæger    | Noruega       | 53.08 |       |
| 9       | 2       | Sharlene Mawdsley  | Irlanda       | 53.37 |       |
| 10      | 1       | Gunta Vaičule      | Letônia       | 53.57 |       |
| 11      | 1       | Viivi Lehikoinen   | Finlândia     | 53.61 |       |
| 12      | 1       | Alice Mangione     | Itália        | 53.66 |       |

### Final
A final aconteceu às 20:30 no dia 4 de março de 2023.
| Posição           | Raia | Atleta             | Nacionalidade | Tempo | Notas                |
| ----------------- | ---- | ------------------ | ------------- | ----- | -------------------- |
| Medalha de ouro   | 5    | Femke Bol          | Países Baixos | 49.85 |                      |
| Medalha de prata  | 6    | Lieke Klaver       | Países Baixos | 50.57 |                      |
| Medalha de bronze | 3    | Anna Kiełbasińska  | Polónia       | 51.25 | Recorde da temporada |
| 4                 | 4    | Susanne Gogl-Walli | Áustria       | 51.73 | Recorde nacional     |
| 5                 | 2    | Lada Vondrová      | Chéquia       | 51.73 |                      |
| 6                 | 1    | Tereza Petržilková | Chéquia       | 52.81 |                      |

Legenda
| Recorde mundial       | Recorde mundial (World record)               |                       | Recorde africano                      | Recorde africano (African) |                                           | Q | Classificado por posição (Qualified) |
| Recorde do campeonato | Recorde do campeonato (Championship record)  | Recorde da América    | Recorde da América (Americas)         | q                          | Classificado por melhor tempo (Qualified) |   |                                      |
| Melhor marca do ano   | Melhor marca do ano (World leading)          | Recorde asiático      | Recorde asiático (Asian)              | DNS                        | Não largou (Did not start)                |   |                                      |
| Recorde nacional      | Recorde nacional (National record)           | Recorde europeu       | Recorde europeu (European)            | DNF                        | Não terminou (Did not finish)             |   |                                      |
| Recorde pessoal       | Recorde pessoal do atleta (Personal best)    | Recorde da Oceania    | Recorde da Oceania (Oceania)          | DSQ / DQ                   | Desclassificado (Disqualified)            |   |                                      |
| Recorde da temporada  | Recorde da temporada do atleta (Season best) | Recorde sul-americano | Recorde sul-americano (South America) | NM                         | Sem marca (No mark)                       |   |                                      |